# NGC 5967A
NGC 5967A is een balkspiraalstelsel in het sterrenbeeld Paradijsvogel. Het hemelobject werd op 7 juni 1836 ontdekt door de Britse astronoom John Herschel.

## Synoniemen
- ESO 42-9
- AM 1540-753
- PGC 56024